# Vichigasta
Vichigasta är en ort i Argentina.   Den ligger i provinsen La Rioja, i den nordvästra delen av landet, 1 000 km nordväst om huvudstaden Buenos Aires. Vichigasta ligger 860 meter över havet och antalet invånare är 3 016.
Terrängen runt Vichigasta är varierad. Runt Vichigasta är det glesbefolkat, med 9 invånare per kvadratkilometer..
Omgivningarna runt Vichigasta är i huvudsak ett öppet busklandskap.